# Pepes Del Palucci
Pepes del Palucci foi um sargento da Força Aérea Brasileira e tenor Brasileiro, conhecido por ter sido o Tenor Lírico da Aeronáutica do Brasil.

## Vida e Carreira
Brasileiro, mas descendente de famílias italiana e espanhola. Iniciou seus estudos de bel canto com o renomado tenor lírico Pachoal Gambardella no Rio de Janeiro. Foi sargento da Força Aérea Brasileira, e serviu no Parque da Aeronáutica de São Paulo. Foi professor de português e era proficiente em inglês, francês, e italiano. Recebeu o apelido de “Príncipe dos Tenores”.
Mudou-se do Rio de Janeiro à São Paulo, onde recebeu uma bolsa de estudos de dois anos pela Companhia Cervejeira Caracu. Em 1959, esteve em uma audição em São Paulo, acompanhada por Gianella De Marco, renomada maestrina Italiana. Ao final da audição, recebeu da maestrina um documento escrito: “O senhor Pepe Del Palucci possui uma voz de autêntico tenor lírico, com volume mais que suficiente para a ópera, voz quente, rica de harmonia, como raramente se encontra e de notável facilidade nos agudos. Que Pepes Del Palucci, graças à suas ótimas qualidades vocal e artística, bem merece o apoio do Governo Brasileiro e das Autoridades Competentes, para o desenvolvimento de valores autênticos nesta Terra Brasileira."
 

Sua primeira apresentação foi no Teatro Municipal de São Paulo, com a Orquestra Sinfônica e sob a regência do Maestro Alberto Marino. Posteriormente, fez um curso de aperfeiçoamento com o Maestro Caetano Bonano, em São Paulo. 

Pepes Del Palucci com seu uniforme de gala